# Àrea del dolmen de Sòls de Riu

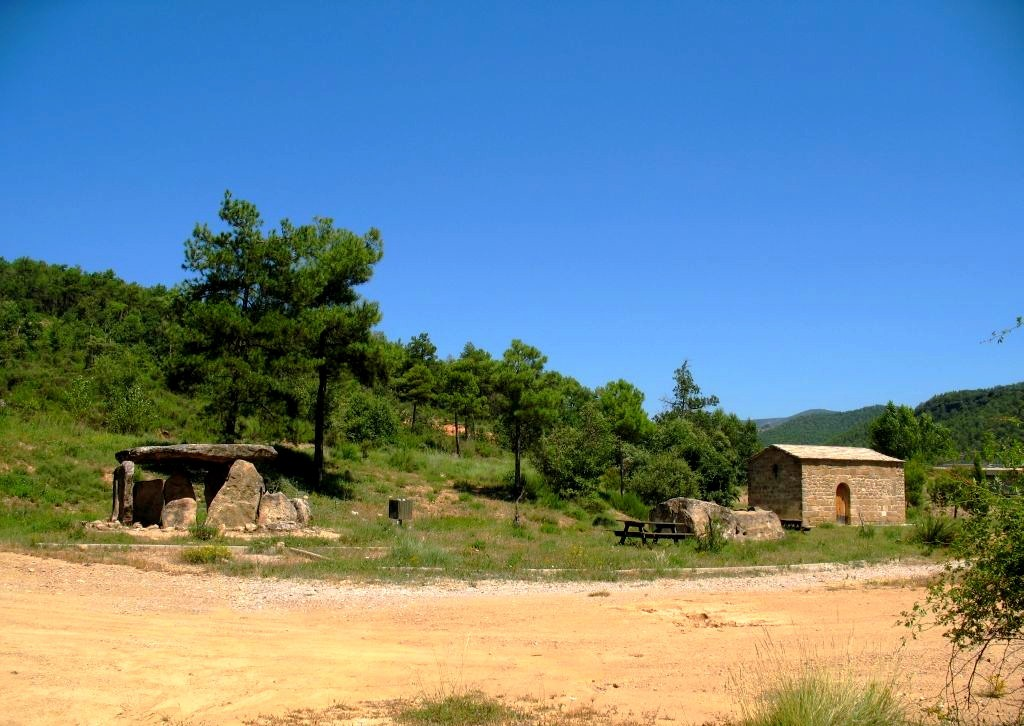
Dolmen de Sòls de Riu i ermita romànica de Santa Eulàlia de Pomanyons (s. XI)

L'Àrea del dolmen de Sòls de Riu, antigament denominat de Solsderiu, és un espai creat amb motiu de la construcció del pantà de Rialb, en territori de la Torre de Rialb, del terme municipal de la Baronia de Rialb, a la Noguera.
Es troba a la dreta del Rialb, al capdavall (sud-est) de la Costa del Molí de Guàrdia, un cop el riu ja s'ha marfós en el pantà de Rialb, a migdia de la carretera de Politg just a ponent del llarg viaducte que passa per damunt de la cua del pantà.

## Descripció

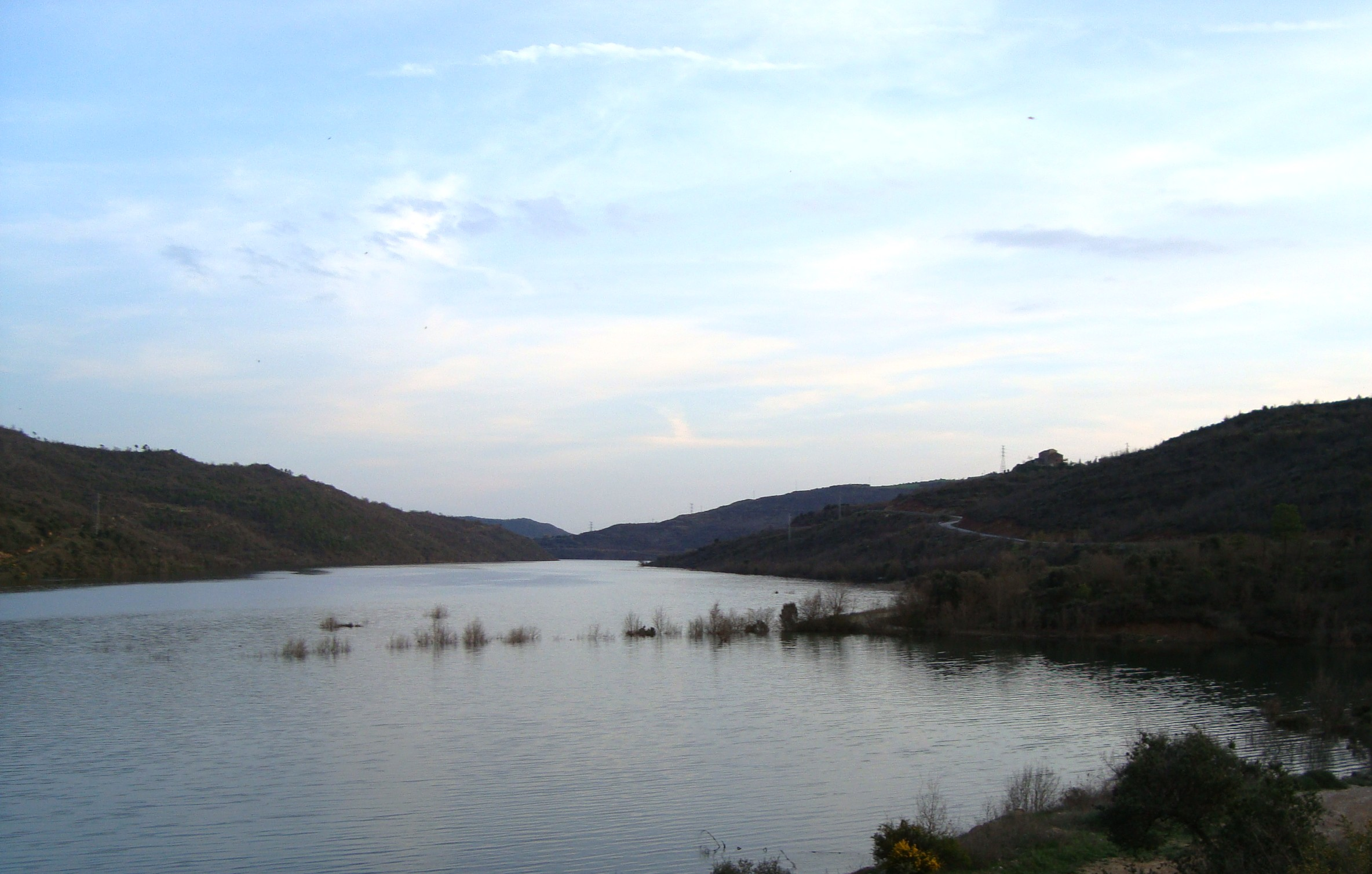
El pantà de Rialb des de l'àrea del dolmen, a la Torre

Es tracta d'un indret on es van emplaçar els monuments arquitectònics més importants del municipi que havien d'ésser anegats per les aigües del pantà un cop aquest funcionés a ple rendiment. En definitiva, funciona com una zona de descans i un perfecte mirador de la recua del pantà per la banda en confluència amb el riu Rialb. Des d'aquesta posició s'observa part de la vall del Rialb, el poble de la Torre i les serres de Politg. Hi ha panells informatius turístics sobre la mateixa zona i el municipi.

## Monuments i indrets d'interès

### Dolmen de Sòls de Riu
Consisteix en un típic megàlit fet amb grans pedres verticals cobertes per una gran roca que tenia la funció de monument funerari i que fou erigit fa més de quatre mil anys.
Les obres de canvi de l'emplaçament originari del dolmen de Solsderiu, que és com el va anomenar el seu descobridor i excavador mossèn J. Serra i Vilaró, van realitzar-se el març del 1999. Curiosament aquest dolmen ha aparegut citat posteriorment com l'Espluga dels Tres Pilars i d'aquesta manera apareix a les vitrines del Museu Diocesà i Comarcal de Solsona. Evidentment no es tracta d'una espluga, sinó d'una cambra dolmènica poligonal de 3 metres de longitud per 2,30 metres d'ample, que presenta un vestíbul amb dos muntants i una obertura superior. L'ortòstat de tancament es troba decorat a l'interior de la cambra per un gravat rupestre que presenta un soliforme. El dolmen havia estat totalment excavat i havia ofert materials propis d'un sepulcre calcolític: una destral polida, una gran fletxa de peduncle i aletes, restes d'un vas de ceràmica llisa i restes de dos individus.

### Santa Eulàlia de Pomanyons
Originàriament s'assentava prop del Mas de Pomanyons. Es tracta d'una ermita romànica del segle xi i, actualment, en molt bon estat de conservació. És una construcció de 10 m. per 4,5 m.

### Sant Girvés de la Torre
L'església de Sant Girvés està situada a prop i a llevant del Mas Serrallímpia, a davant i al sud de l'emplaçament actual de Santa Eulàlia de Pomanyons, a l'extrem oriental de l'Obaga de Serrallímpia.
La construcció és d'origen romànic del segle xi, es troba en molt bon estat de conservació i fa 9 m per 10 m aproximadament.
Un indici de l'antiguitat de l'ermita és que està dedicada a Sant Girvés (Sant Gervasi o Gervàs), una de les advocacions que al Principat es troben a l'antiga Gòtia; a més d'algunes esglésies, porten aquest topònim algunes muntanyes. Altres fets que fan pensar en el seu primitivisme són els topònims amb la variant gramatical de Sant Girvés, que es troba en documents del segle x de Solsona i del segle xi d'Ivorra i altres llocs on de la capella només n'ha romàs el nom. Les esglésies de l'Urgell i el Solsonès que porten aquesta advocació són anteriors a 1050.